# Stardust
|  | Per a altres significats, vegeu «Stardust (desambiguació)». |

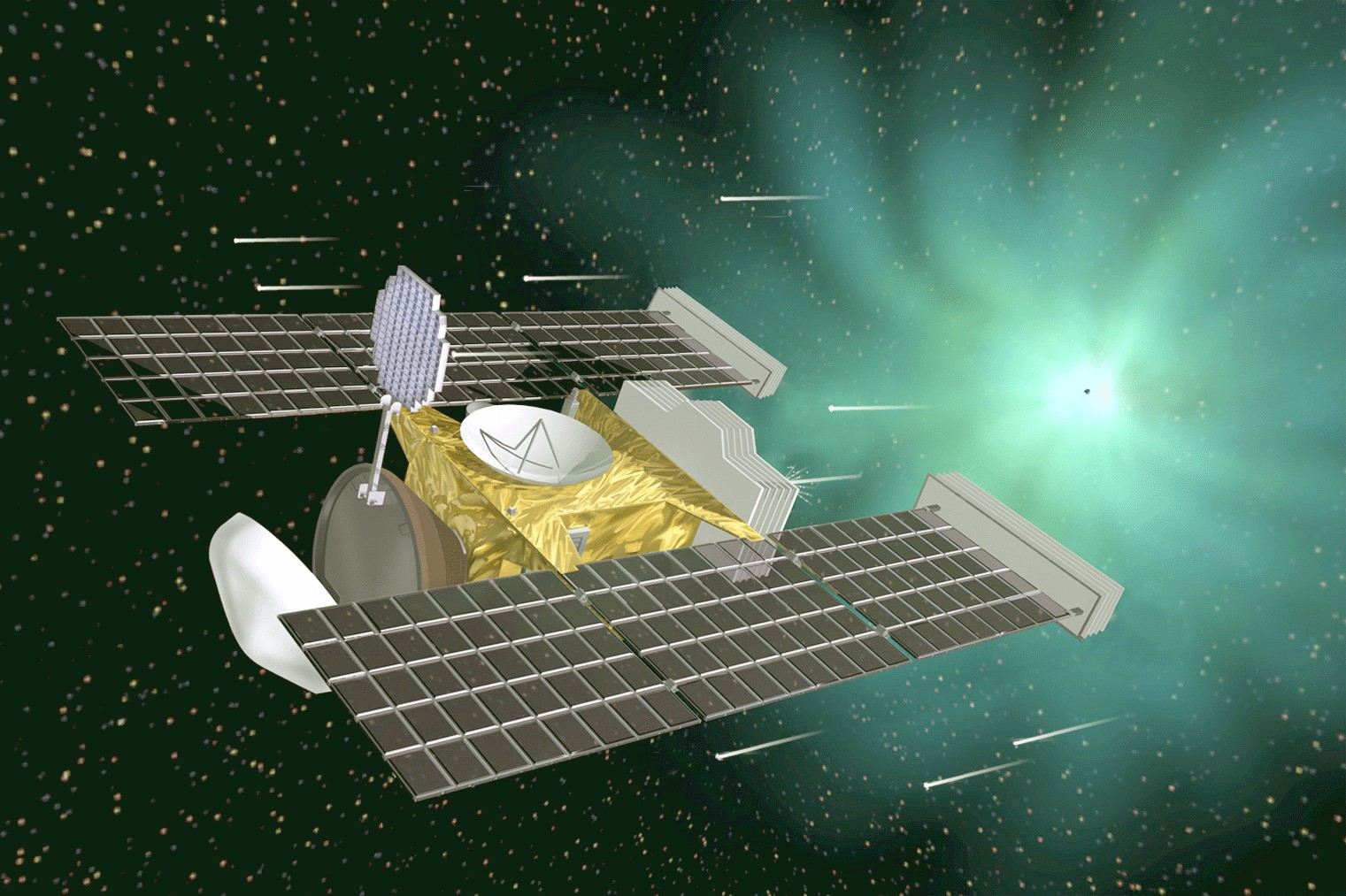
Representació artística de la Stardust durant l'encontre amb el Wild 2. Es pot observar l'aerogel recol·lector de pols estès des de l'interior de la càpsula que retornarà a la Terra.

La Stardust és una sonda espacial no tripulada de tipus Discovery de la NASA, llançada el 7 de febrer de 1999 amb l'objectiu d'estudiar el cometa 81P/Wild (Wild 2), recollir mostres de partícules de la seva coma i retornar-les a la Terra.

## Missió
Després del seu llançament el 7 de febrer del 1999, la Stardust va sobrevolar el cometa Wild 2 el 2 de gener de 2004. Durant el seu pas per la cua del cometa va recollir mostres de pols de la seva coma i va prendre fotografies detallades del seu nucli de gel. Posteriorment la Stardust va apropar-se a la Terra i va desprendre's de la càpsula que contenia el material recollit; la sonda va prosseguir el seu viatge i la càpsula va aterrar el 15 de gener de 2006 al desert del Gran Llac Salat, a Utah, a prop del camp de proves de Dugway de l'exèrcit dels Estats Units. Aquesta missió és el primer intent de recollir pols espacial més enllà de la Lluna i se suposa que l'edat de les partícules es remunta als orígens del sistema solar. En el moment de la seva reentrada a la Terra, la càpsula viatjava a 46.446 km/h, la qual cosa la converteix en l'objecte fet per l'home que ha reentrat més ràpid a l'atmosfera terrestre. En aquells moments es va observar una gran bola de foc i es va poder sentir l'ona acústica a l'oest de Utah i a l'est de Nevada.
El 19 de març de 2006 l'equip de la Stardust anuncià la possibilitat de redirigir la sonda en una missió secundària per fotografiar el cometa Tempel 1, el mateix que fou estudiat per la sonda d'impacte de la missió Deep Impact el 2005. Si finalment s'aprova la proposta el sobrevol del Tempel 1 està previst per al 2011.

## Resultats científics

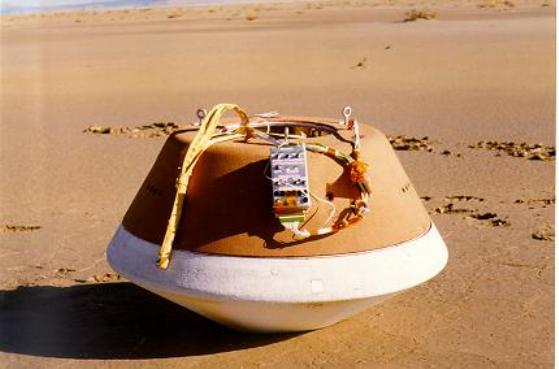
La càpsula després d'aterrar al desert de Utah.

Les partícules del cometa recollides per la nau es van preservar perfectament en un aerogel i a la seva arribada a la Terra la NASA va distribuir les mostres entre 150 científics de tot el món per al seu estudi. La NASA feu una estimació preliminar d'un milió aproximadament de partícules de pols recollides per l'aerogel de la Stardust. Hi havia unes 10 partícules de grandàries superiors als 100 micrometres (la més gran és d'aproximadament 1 mm).
Els primers resultats sobre la composició de la pols cometària, obtinguts per l'equip de científics a principis de 2006, van ser sorprenents. Els cometes, o com a mínim el Wild 2, tenen en el seu interior molts més components i més complexos del que es creia, com titani, vanadi i nitrogen. També s'hi han trobat mostres de minerals que debien formar-se a temperatures extremadament elevades, com l'olivina, la diopsida, la forsterita i l'anortita. Això és consistent amb les anteriors observacions astronòmiques d'objectes estel·lars joves propers que indiquen que l'olivina és present en les regions on es creu que es produeix formació de cometes, i també amb la detecció espectral d'olivina a les cues d'altres cometes.